# Aldo Giannotti
Aldo Giannotti (* 1977 in Genua) ist ein italienisch-österreichischer Künstler.

## Leben und Werk

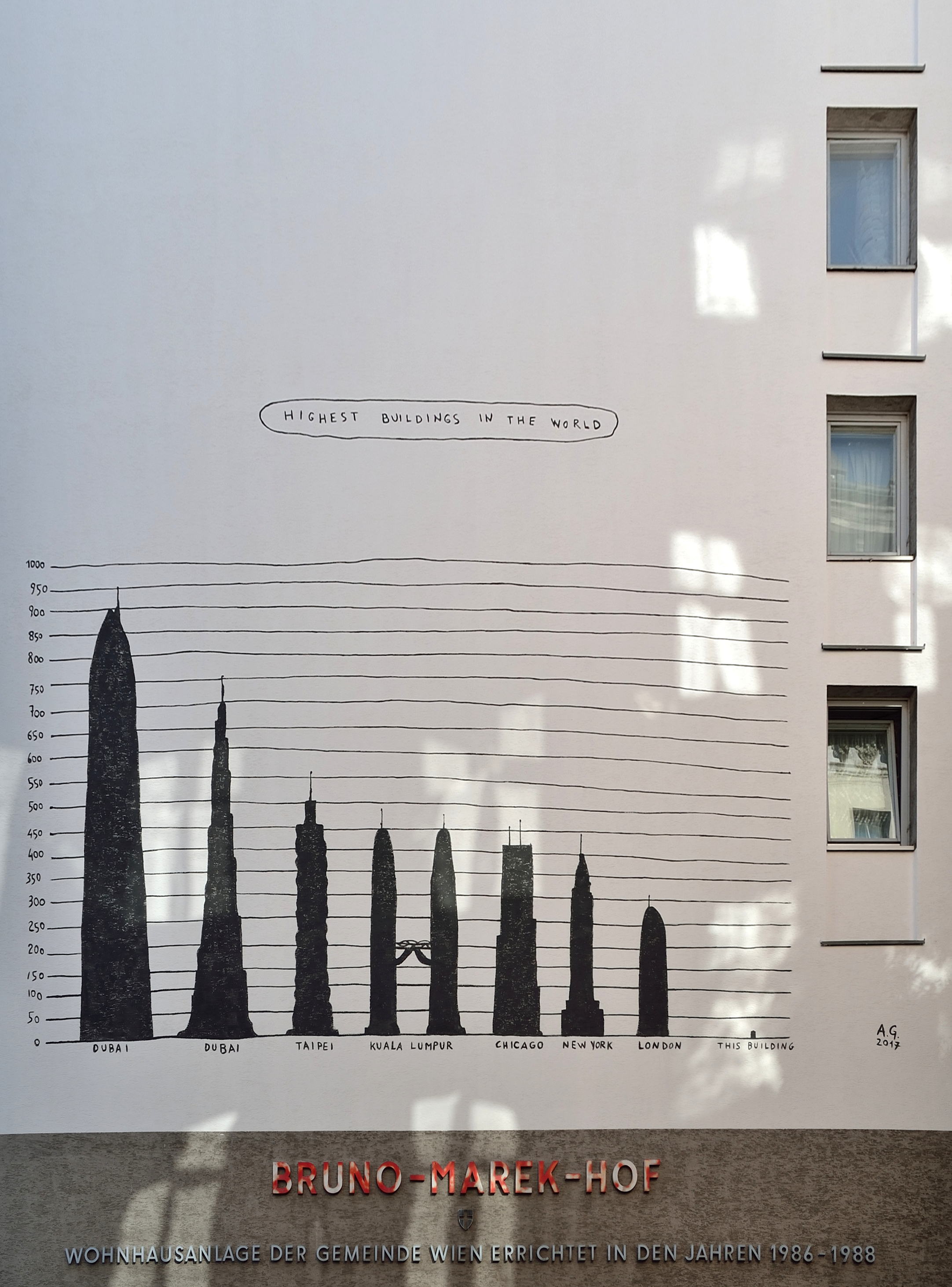
Buildings on Buildings #2 am Bruno-Marek-Hof in Mariahilf

Aldo Giannotti studierte an der Accademia di Belle Arti di Carrara (Italien) bei Omar Galliani. Er vertiefte sein Studium auf der Academy of Fine Arts Wimbledon (England) im Bereich Video und auf der Akademie der Bildenden Künste München im Bereich Fotografie.
Seine Arbeit umfasst Einzel- und Gruppenausstellungen im Bereich Installation, Video, Fotografie. Dazu ist er Kurator und Projektleiter diverser Ausstellungsprojekte. Unter anderem war als eines von zwei ausgewählten Projekten eines national/international besetzten Wettbewerbs seine Installation The Museum as a Gym vom 12. Juni bis 21. August 2016 im Kunsthaus Graz zu sehen. Dabei wurden nicht nur die Fitnessmöglichkeiten des Ausstellungsortes getestet, sondern auch das Publikum zur körperlichen Beteiligung animiert. Vom 6. Juli bis 11. September 2016 zeigte er auf Einladung in der Wiener Albertina die Installation Spatial Dispositions.
Aldo Giannotti lebt und arbeitet seit 2000 in Wien.